# Веллинг
Веллинг (нем. Welling) — община в Германии, в земле Рейнланд-Пфальц. 
Входит в состав района Майен-Кобленц. Подчиняется управлению Майфельд.  Население составляет 898 человек (на 31 декабря 2010 года). Занимает площадь 6,80 км².